# 경인연안해상교통관제센터
경인연안해상교통관제센터(京仁沿岸海上交通管制-)는 대한민국 해양경찰청 중부지방해양경찰청 소속의 교통관제센터이다.
센터장은 방송통신사무관이나 해양수산사무관, 또는 경정으로 보한다.